# William Bradford (gouverneur)

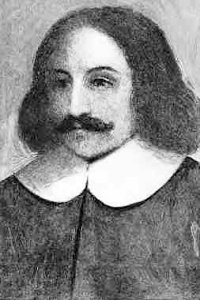
William Bradford

William Bradford (ca. 1590 - ca. 1657) was een Engels separatistisch leider in het Nederlandse Leiden en in de Amerikaanse Plymouth Colony. 
Bradford was een van de ondertekenaars van het Mayflower Compact en diende in de periode tussen 1621 en  1657 vijf keer als gouverneur van de kolonie. Zijn dagboek Of Plymouth Plantation bestreek de periode 1620-1657 in Plymouth Colony en werd in 1855 teruggevonden. Het is een belangrijk historisch document voor het leven in de Britse koloniën. 
- Biblioteca Nacional de España: XX1018099
- Bibliothèque nationale de France: cb14523123n (data)
- Gemeinsame Normdatei: 118637975
- International Standard Name Identifier: 0000 0001 1656 6402
- Library of Congress Control Number: n50042920
- Nationale Bibliotheek van Tsjechië: mub2015872149
- Nationale bibliotheek van Australië: 35021148
- Nationale Bibliotheek van Israël: 987007299098705171
- Nederlandse Thesaurus van Auteursnamen: 068478119
- Istituto Centrale per il Catalogo Unico: SBNV032181
- LIBRIS: 346121
- SNAC: w6jq1760
- Système universitaire de documentation: 078718171
- Trove: 795338
- Virtual International Authority File: 62341975
- WorldCat: E39PBJfcKMtxk3B4DTbcHv6BT3